# Uberto Testa
Uberto Testa (1569 - agosto de 1623) foi um prelado católico romano que serviu como bispo de Pula (1618–1623).
Uberto Testa nasceu em Veneza, na Itália. No dia 26 de março de 1618 foi nomeado pelo Papa Paulo V como Bispo de Pula. Testa serviu como Bispo de Pula até à sua morte em agosto de 1623.